# Mortagne-sur-Gironde
 Mortagne-sur-Gironde  es una población y comuna francesa, situada en la región de Nueva Aquitania, departamento de Charente Marítimo, en el distrito de Saintes y cantón de Cozes.

## Demografía
| 1310 | 1210 | 1121 | 1039 | 972 | 967 |
| Para los censos de 1962 a 1999 la población legal corresponde a la población sin duplicidades (Fuente: INSEE [Consultar]) |      |      |      |     |     |